# Véronique Paulus de Châtelet
Pour les articles homonymes, voir Châtelet.
Véronique Paulus de Châtelet, née le 16 décembre 1948 à Ixelles est une magistrate belge.
Elle est gouverneure de Bruxelles-Capitale de 1998 à début 2009.

## Carrière
Véronique Paulus de Châtelet est diplômée docteur en droit de l'ULB en 1972 et commence sa carrière comme avocate.
De 1981 à 1989, elle est juge au Tribunal de Première instance à Bruxelles. En 1982, elle est nommée juge d'instruction. En 1989, elle est nommée présidente du Tribunal de Première instance de Nivelles.
De 1994 à 1998, elle préside le Comité R, qui contrôle la coordination et l'efficacité des services de renseignements et vérifie que ces services ne violent pas les droits que la Constitution et les lois confèrent aux particuliers.
En 1998, le roi la nomme gouverneur de l'arrondissement administratif de Bruxelles-Capitale, fonction qu'elle assumera jusqu'en 2009, après avoir annoncé sa démission pour partir à la retraite en avril 2008.